# Wuxia
Pour les articles homonymes, voir Wuxia (homonymie).
Le terme wuxia ou wu-xia (chinois simplifié : 武侠 ; chinois traditionnel : 武俠 ; pinyin : wǔxiá ; litt. « héros-guerrier ou chevalier martial », Wade-Giles wu³-hsia²), est une expression chinoise formée de xiá (侠), « héros », « chevalier », « redresseur de torts » et wǔ (武), « militaire » ou « martial » ; on la traduit généralement par « chevalier errant », même si le terme consacré est plutôt youxia (chinois simplifié : 游侠 ; chinois traditionnel : 遊俠 ; pinyin : yóuxiá ; litt. « chevalier errant »). Elle désigne un genre littéraire chinois et les œuvres de fiction ayant pour thème les aventures de « Chevalier errant » qui se déroulent généralement durant l'ancienne Chine. Les wuxiapian ("pian" signifiant "film" avec le sinogramme 片) sont généralement confondus avec les wudapian 武打片 qui sont des films d'arts-martiaux non basés sur les jian 劍 c'est-à-dire les épées chinoises. C'est la raison pour laquelle on attribue souvent au terme "wuxiapian" la traduction "Film de cape et d'épée" bien que ce genre de cinéma occidental n'ait pas grand chose à voir avec l'esprit du wuxiapian intrinsèquement lié à la culture chinoise. Si l'on veut établir une distinction claire avec le wudapian, Il y a souvent une dimension plus romantique dans le wuxiapian avec notamment un amour impossible qui séduit tendanciellement plutôt le public féminin, du moins en Chine, et surtout un contexte de combat d'épée épique défiant dans beaucoup de films les lois de la physique avec un univers onirique, tandis que le wudapian se veut un peu plus "terre-à-terre". On le voit très bien dans les wuxiapian à succès exportés de Hong-Kong tels que Tigre et Dragon ou Le secret des poignards volants. 

## Histoire

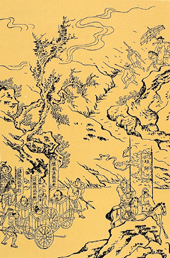
Au bord de l'eau.

Ces chevaliers errants sont des héros populaires, experts en arts martiaux et épris de justice, qui seraient apparus à l'époque des Royaumes combattants (IVe au IIe siècle av. J.-C.).
La figure du chevalier errant est décrite dès le IIe siècle av. J.-C. Les romans wuxia (chinois simplifié : 武侠传 ; chinois traditionnel : 武俠傳 ; pinyin : wǔxiá zhuàn ; litt. « récit de wuxia ») apparaissent sous la dynastie Tang (618-907), tel que Nie Yinniang, puis deviennent populaires à l'époque Song (960-1279) et perdurent jusqu'à notre époque. On peut citer l'Histoire des Trois Royaumes, Au bord de l'eau, et la Pérégrination vers l'Ouest.
Initialement un genre littéraire, le wuxia s'est étendu aux arts, à la bande dessinée, au cinéma (wuxiapian 武侠片), au théâtre et jeux vidéo.